# Warbonnet

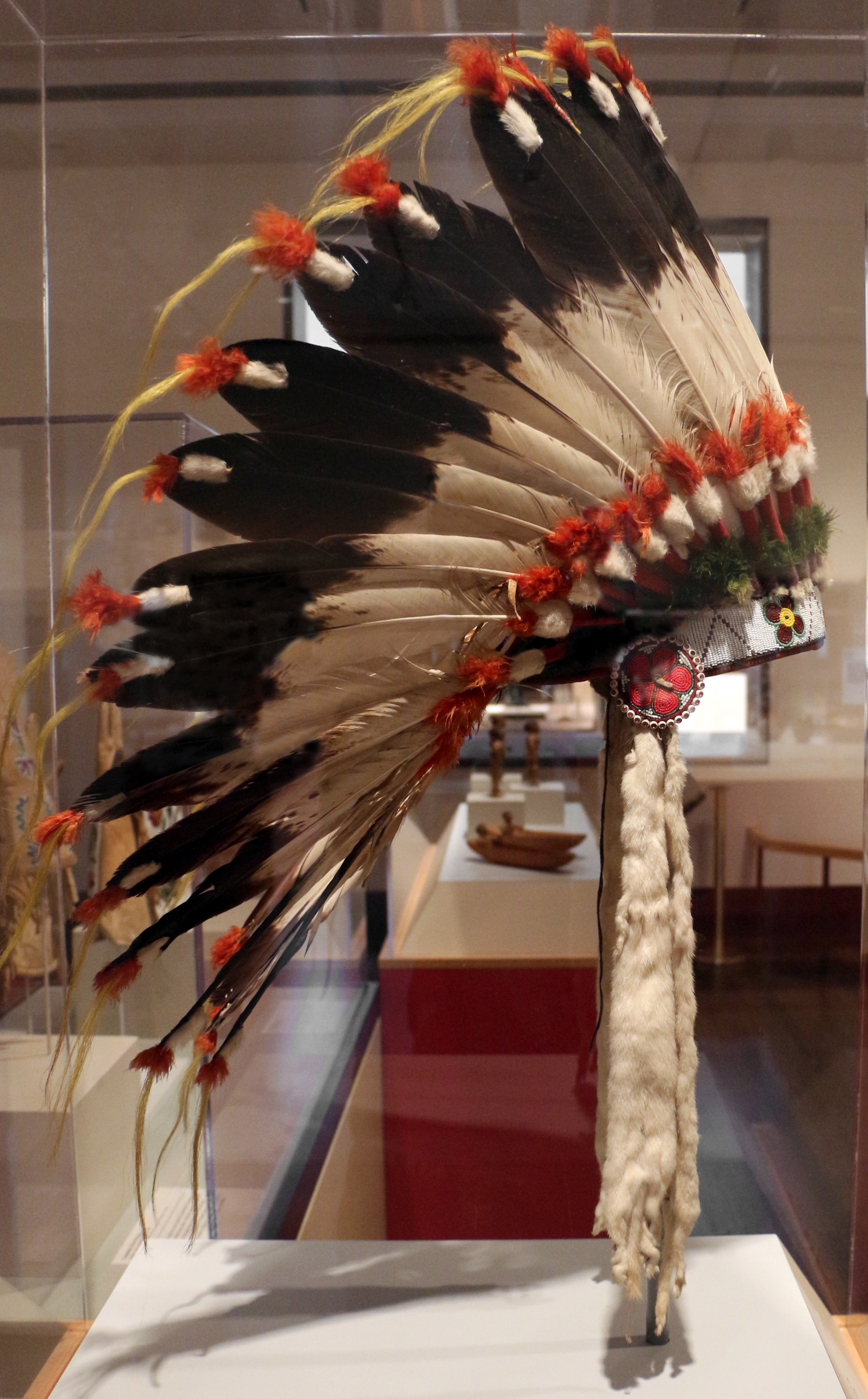
Federhaube

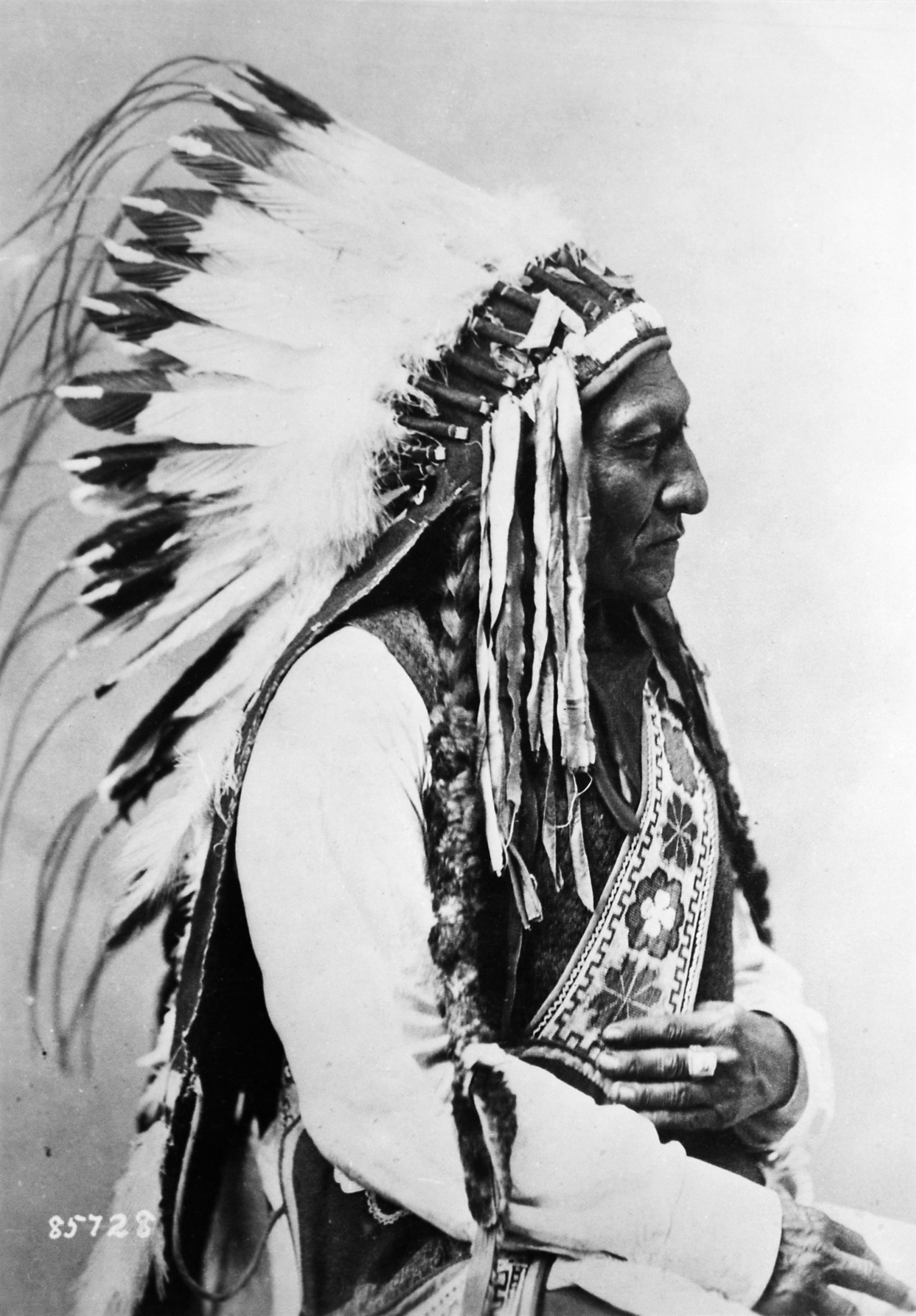
Sitting Bull mit Warbonnet

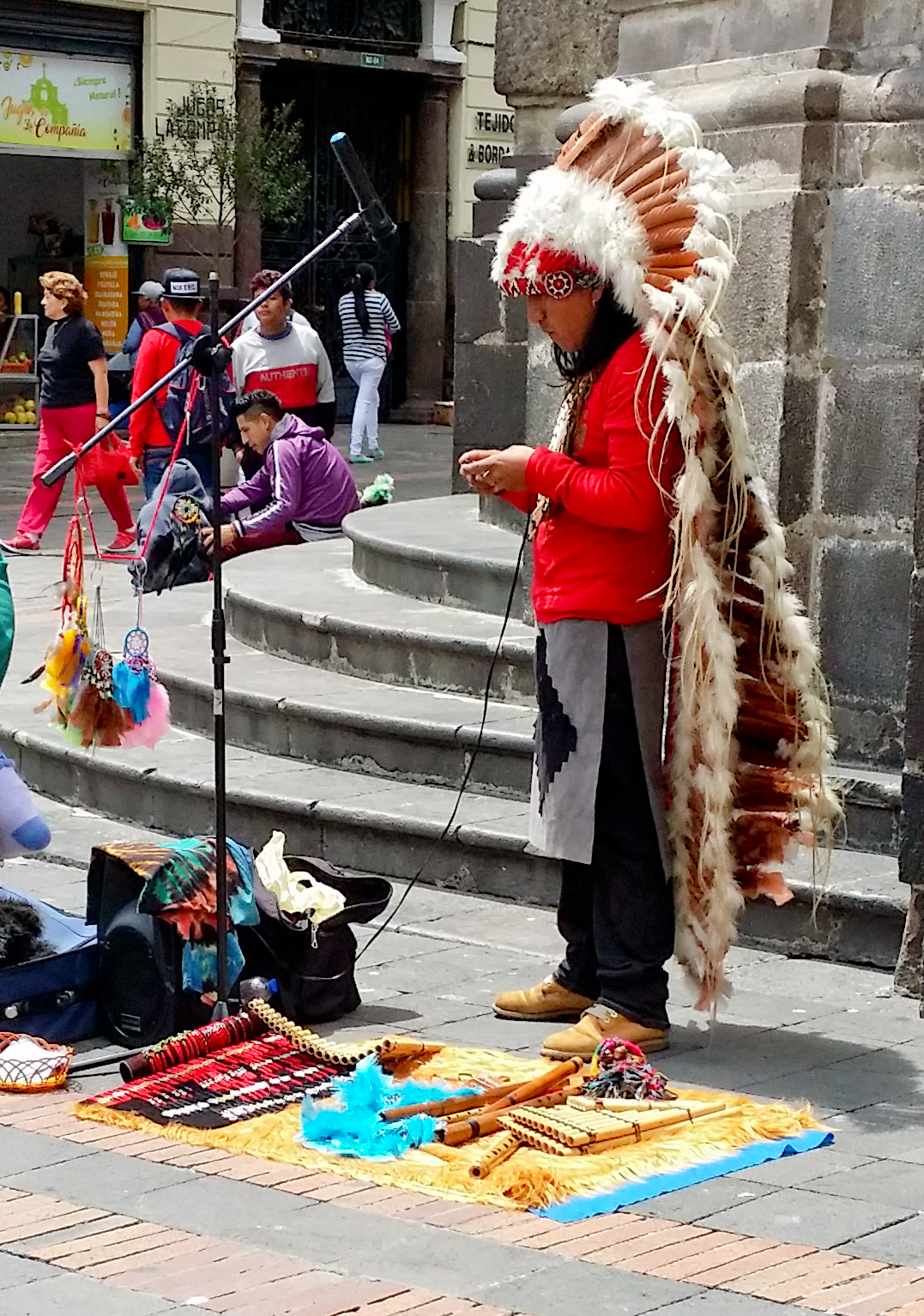
Straßenkünstler mit „fremden Federn“

Der oder das Warbonnet (englisch war bonnet ‚Kriegshaube‘), deutsch Federhaube, ist eine Kopfbedeckung, die von den Männern einiger Indianer Nordamerikas getragen wird. Sie galt als Auszeichnung für besondere Leistungen und Tapferkeit im Krieg und kam ursprünglich vorwiegend bei den Prärie-Indianern vor. 
Heute dient sie zeremoniellen oder politischen Zwecken oder wird beim Powwow getragen. Die wertvollsten Warbonnets werden aus den Federn des Adlers gefertigt, der als der mächtigste aller Vögel verehrt wird. Durch die moderne panindianische Bewegung hat sich die Federhaube auch bei vielen Stämmen anderer Kulturareale etabliert.

## Geschichte
Die Federhaube eines erfolgreichen oder berühmten Kriegers konnte dem Betrachter den Lebenslauf des Trägers erzählen. Sie wurde nur zu besonderen Gelegenheiten angelegt und war ein hoch geschätztes Symbol. Sein Wert lag weniger in der Schönheit als Schmuckgegenstand, sondern in dem besonderen Schutz, den sie dem Träger gab. Die Zahl der Federn zeigte die Menge der siegreichen Kämpfe bzw. Coups an. Eine Federhaube war eine besondere Auszeichnung, und viele Krieger bekamen in ihrem ganzen Leben nur zwei oder drei Federn verliehen. Dem Träger wurde großer Respekt entgegengebracht. 
Eine derartige Auszeichnung erhielt zum Beispiel ein Krieger, der einen Feind in der Schlacht als Erster berührte, ein Beweis dafür, dass er an vorderster Front gekämpft hatte. Die Federn wurden eingekerbt und verziert, um über die Taten eines Kriegers zu berichten. Sie sagten darüber aus, ob er zu Fuß oder auf dem Pferd gekämpft hatte, einen Feind berührt, getötet, skalpiert oder gefangen genommen hatte.
Wenn ein Krieger etwa zehn Auszeichnungen gesammelt hatte, sorgte er dafür, dass genügend Adlerfedern vorhanden waren, um eine Kriegshaube anzufertigen. In manchen Stämmen gab es dafür einen Spezialisten, der die Erlaubnis hatte, den Vogel zu jagen. Ein Adlerschwanz mit zwölf perfekten Federn hatte den Gegenwert eines guten Pferdes. Die Adlerjagd war allerdings eine gefährliche und zeitraubende Unternehmung. Der Jäger war allein unterwegs, musste wahrscheinlich das Stammesgebiet verlassen und ins Bergland ziehen, in dem die Adler zu finden waren. Wenn die Mission erfolgreich beendet war, gab es bestimmte Zeremonien, um die Geister des getöteten Vogels zu besänftigen.
Heute unterliegt der Besitz von Adlerfedern und anderen Körperteilen von Weißkopfseeadlern und Steinadlern in den Vereinigten Staaten strengen Vorschriften nach dem Bald and Golden Eagle Protection Act. Indianer der nach Bundesrecht anerkannten Völker können über das National Eagle Repository in Denver, Colorado Federn und ganze Adlerkörper zu religiösen und kulturellen Zwecken beziehen.

## Heraldik
Warbonnets finden sich auch in einigen Wappen bzw. Abzeichen der United States Army wieder:

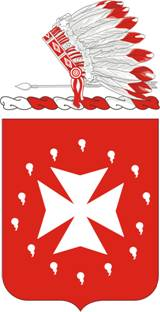
14th Field Artillery Regiment
2nd Infantry Division (Vereinigte Staaten)
10th Cavalry Regiment